# Estação Primeiro de Maio
Primeiro de Maio é uma das estações da Linha 1 do Metrô de Belo Horizonte, situada entre os bairros Primeiro de Maio e Dona Clara.
Foi inaugurada em 2002.
Em janeiro de 2003, a estação foi palco do maior acidente da história do metrô belo-horizontino, quando 2 trens transportando passageiros e trafegando pela mesma via, se chocaram de frente causando ferimentos em um dos condutores e em mais 77 passageiros. A causa do acidente foi a falta de sinalização automática no trecho, que só foi instalada meses depois.